# Stefan I (patriarcha Antiochii)
Stefan I – mianowany przez arian patriarcha Antiochii; sprawował urząd w latach 342–344.